# Skite des heiligen Spyridon
Koordinaten: 50° 21′ 2,9″ N, 7° 55′ 44,5″ O

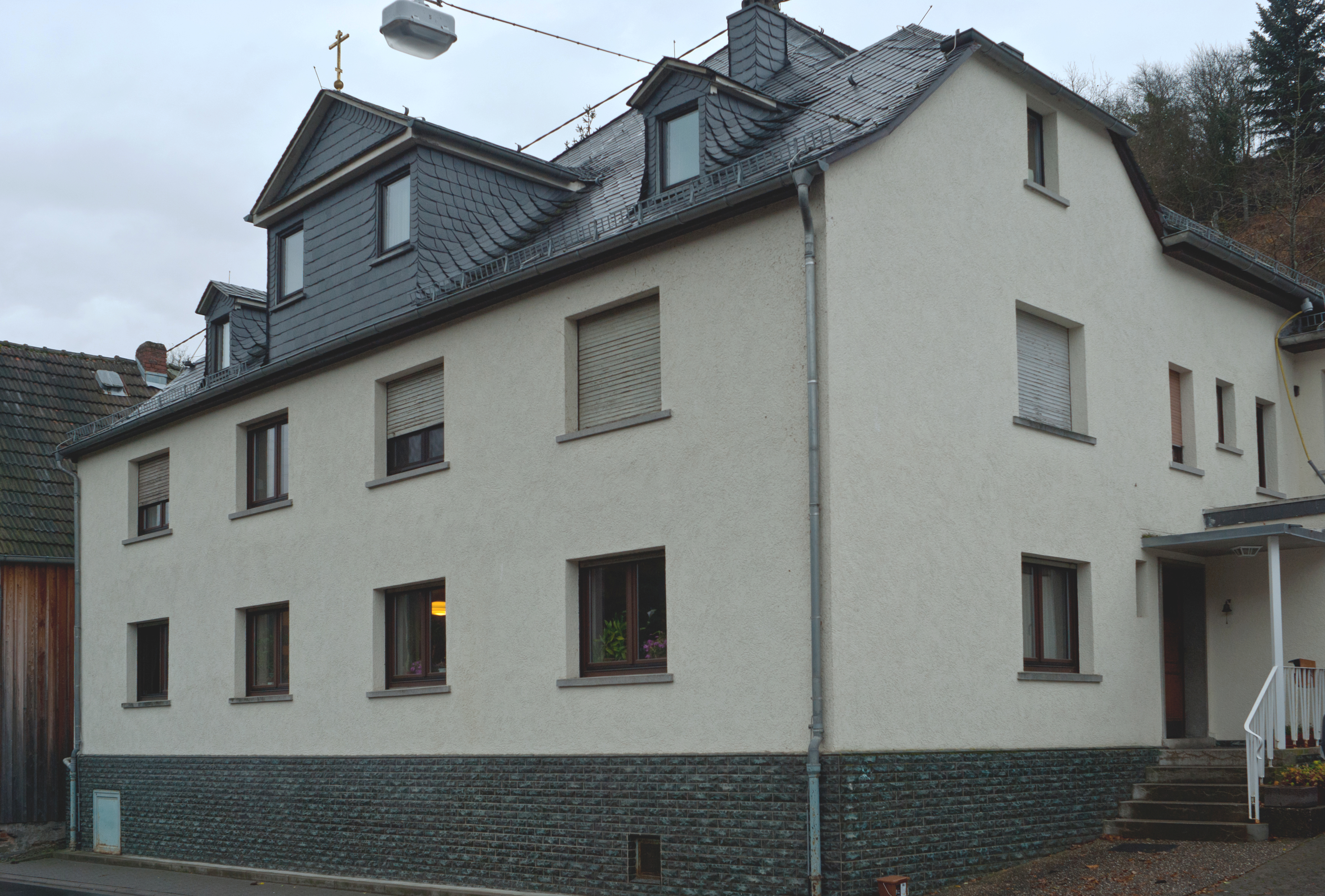
Die Skite in Geilnau

Skite des heiligen Spyridon ist eine serbisch-orthodoxe Mönchsgemeinschaft in Geilnau.

## Lage
Die Skite des Heiligen Spiridon liegt in Geilnau bei Balduinstein, das wiederum zur Verbandsgemeinde Diez in Rheinland-Pfalz gehört.

## Geschichte
1989 wurde das Gebäude eines ehemaligen Gasthofs von einer kleinen Gemeinschaft von orthodoxen Mönchen erworben und zur Skite umgebaut. Der frühere Versammlungsraum wurde eine Kapelle. Mitte der 1990er Jahre erhob der serbisch-orthodoxe Bischof für Mitteleuropa, Konstantin, die Gemeinschaft zur Skite. Die Skite ist zwar von ihrem Mutterkloster, dem serbisch-orthodoxen Kloster der Allheiligen Gottesgebärerin in Hildesheim-Himmelsthür, abhängig, aber verwaltungsmäßig völlig selbständig.
Aufgrund der beengten Platzverhältnisse in Geilnau wurde eine neue Niederlassung im zur osthessischen Marktgemeinde Eiterfeld gehörenden Ort Unterufhausen gegründet. Auf dem Gelände, auf dem sich jetzt bereits die Verkündigungs-St. Justin-Einsiedelei befindet, wurde eine Kirche nach serbischem Vorbild gebaut.

## Mönchsgemeinschaft und Leitung
Der kleinen Gemeinschaft steht Abt S´chi Archimandrit Vasilije (Basilius) vor. Der in der Schweiz geborene Abt Basilius Grolimund lebte elf Jahre auf dem Berg Athos, ehe er die Skite in Geilnau gründete.
Die Mönche der Skite des heiligen Spyridon wirken an den jeweiligen Neuauflagen des von Sergius Heitz verfassten und herausgegebenen Glaubensbuchs, das einen orthodoxen Katechismus darstellt, mit.
Die Mönche sind für Besuche offen, sie bitten lediglich um eine vorherige Anmeldung. Erwachsenen Männern, auch nicht-orthodoxen Christen, bieten sie auch die Möglichkeit, eine Zeitlang im Kloster zu leben und das monastische Leben kennenzulernen („Kloster auf Zeit“). Die Gottesdienstsprache ist hauptsächlich Deutsch, daneben wird aber auch auf Serbisch, Kirchenslawisch, Griechisch, Englisch und Französisch zelebriert.

## Liturgie
Nach westlich-lateinischen Maßstäben gemessen, ist das Kloster wie alle orthodoxen Klöster kontemplativ ausgerichtet. Der Schwerpunkt liegt also auf Gebet und Liturgie.
Die täglichen Gebete sowie die Liturgie bestimmen den Lebensrhythmus des Klosters.